# ناحیه بتافو
ناحیه بتافو (به لاتین: Betafo District) یک منطقهٔ مسکونی در ماداگاسکار است که در واکینانکاراترا واقع شده‌است. ناحیه بتافو ۴٬۶۰۷ کیلومتر مربع مساحت و ۳۳۱٬۶۹۶ نفر جمعیت دارد.